# Schulmassaker während des Pontiac-Aufstandes

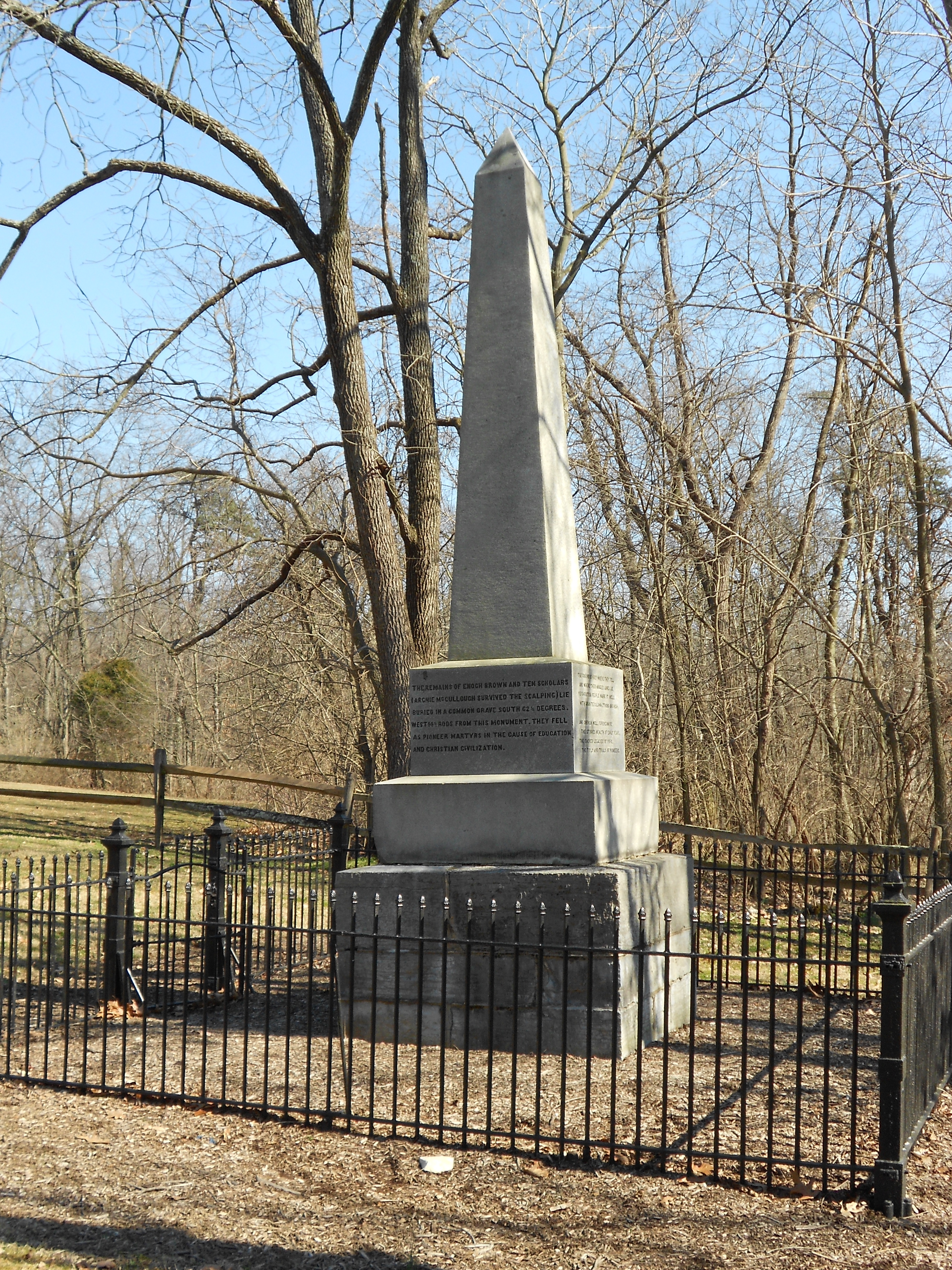
Mahnmal (1885)

Das Schulmassaker während des Pontiac-Aufstandes fand nach dem Französisch-indianischen Krieg am 26. Juli 1764 statt. Vier Lenni-Lenape-Krieger (Delawaren) überfielen die Lehrer und Schüler in einem Schulhaus im heutigen Franklin County, Pennsylvania, nahe dem heutigen Greencastle und töteten den Schulmeister Enoch Brown und zehn Kinder. Als die vier Krieger zu ihrem Stamm am Muskingum River (Ohio-Region) zurückkehrten, kritisierte ein Häuptling sie als Feiglinge, weil sie Kinder angegriffen hatten. Das Parlament von Pennsylvania führte anschließend wieder Kopfprämien für Indianer ein; solche Prämien waren bereits während des Französisch-indianischen Krieges angeboten worden. Siedler begruben Brown und die Kinder in einem gemeinsamen Grab. Im Jahr 1885 wurde ein Mahnmal errichtet, das an das Massaker erinnert.